# لجنة التنمية الاجتماعية الأهلية بالقطيف
لجنة التنمية الاجتماعية الأهلية بالقطيف هي منظمة خيرية غير ربحية تقع في محافظة القطيف، المنطقة الشرقية للمملكة العربية السعودية. تهدف إلى المساهمة في تنمية الموارد البشرية لمجتمع القطيف المحلي.

## المهام والأهداف
1. اكتشاف احتياجات المواطنين وحثهم عليها.
2. اقتراح المشروعات والبرامج لتنمية المجتمع المحلي والمشاركة في تنفيذها وتقويمها ومتابعتها.[1]

## المشاريع والأنشطة
1. القيام بدراسات وبحوث اجتماعية[1]
2. دراسة الحالة الفردية عن طريق الزيارات الميدانية
3. استثمار اوقات الشباب وكبار السن بالبرامج والانشطة النافعة
4. تنظيم البرامج خدمة البيئة والمعسكرات والرحلات
5. نشر الوعي الاجتماعي بين افراد المجتمع بالطرق الممكنة
6. مشاركة مؤسسات المجتمع الحكومية والاهلية في الفعاليات التوعوية المختلفة
7. إنشاء الاندية الاجتماعية ومقرات الانشطة وتجهيز الملاعب والصالات المناسبة
8. توفير مستلزمات الانشطة المختلفة
9. تمكين المرأة وإقامة الدورات التدريبية الخاصة بها[2]

## المعارض والأنشطة السابقة
1. 2013م: معرض جماعة التصوير الضوئي السابع عشر: هو معرض لعرض نتاج عمل تراكمي لعام كامل للأعضاء المنتسبين  وانشطه ثقافية وفنيه يقدمها مختصون في مجال التصوير.
2. 2012م: تكريم المتفوقين بالمراحل المتوسطة والثانوية[3]
3. 2013م: تكريم المتفوقين بالمراحل المتوسطة والثانوية[3]
4. 2013م: جائزة القطيف للإنجاز: هي جائزة أهلية سنوية تقديرية تقدم لأبناء محافظة القطيف بالمنطقة الشرقية في السعودية من الجنسين الذين لا تتجاوز أعمارهم 40 عام، وقد قدموا إنجازات متميزة في عدد من الفروع الإبداعية التي تحددها اللجنة المنظمة للجائزة.[3]
5. 2014م: جائزة القطيف للإنجاز.[3]
6. 2013م: مهرجان واحتنا فرحانة: هو مهرجان احتفالي يقام على كورنيش القطيف يشمل العديد من الفعاليات المتميزة من خلال أجواء احتفالية تفاعلية في عيد الفطر السعيد وسط جو مفعم بالبهجة والسرور وفعاليات متنوعة.
7. 2014م: مهرجان واحتنا فرحانة.[3]
8. 2014: اللجنة الصحية، يوم الربو العالمي: بغرض تحسين وزيادة الوعي لدى المصابين بهذا المرض والأشخاص المحيطين بهم والمجتمع عامة بكيفية الوقاية والعلاج منه.[3]
9. 2013م: اللجنة الصحية، برنامج عدسة الصحة: مسابقة تصوير ضوئي للطفل بسلوكيات صحيه كالغداء والنظافة وممارسة الرياضة والعلاقة الاسريه والنفسيه والوقاية من العدوى.[3]

## لجنة التنمية الاجتماعية بسنابس
سُجلت في وزارة الشؤون الاجتماعية برقم (190) بتاريخ 8 شعبان، 1426هـ. ترعى مشروع «ديوانية سنابس» وهو مجلس بلدي يجتمع فيه خطباء وكتاب ومتحدثون ليقدموا عرضاً أسبوعياً.

## التاريخ
تأسست لجنة التنمية الاجتماعية الأهلية بالقطيف في 29 نوفمبر 1962م - 2 رجب 1382هـ.

## وصلات خارجية
- لجنة التنمية الاجتماعية بسنابس على الفيسبوك.